# Cầy mangut Jackson
Bdeogale jacksoni là một loài động vật có vú trong họ Cầy mangut, bộ Ăn thịt. Loài này được Thomas mô tả năm 1894.